# Castillo de Lews

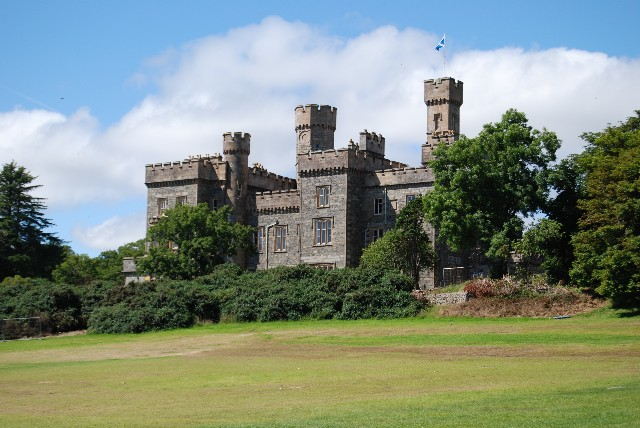
Castillo de Lews.

El Castillo de Lews es un castillo de la era victoriana localizado al oeste de Stornoway, en la Isla de Lewis, en Escocia. Fue construido entre los años 1847 y 1857 como una casa de campo para Sir James Matheson, quien unos años antes había comprado la isla con su fortuna nacida del comercio del opio chino.
En 1918, toda la isla, incluyendo el castillo, fue comprada por el industrial Lord Leverhulme a la familia Matheson. Él regaló el castillo a la gente de la parroquia de Stornoway en 1923.
Durante la Segunda Guerra Mundial el castillo fue tomado para la comodidad de los integrantes del Escuadrón Naval Aéreo 700, el que operaba un destacamento de seis aviones Supermarine Walrus desde una pista en Cuddy Point. Esta base era llamada HMS Mentor.
Hoy, el edificio pertenece al consejo local, Comhairle nan Eilean Siar, bajo categoría A (Listed building).